# 陳振鐸 (二胡演奏家)
陳振鐸（1904年11月28日—1999年11月8日），號晨明，山東淄博市臨淄區齊都鎮邵家圈人。中國二胡演奏家、作曲家。

## 生平
陳振鐸擅長二胡、京胡、鋼琴、簫、笛等，對古琴、琵琶等有所研究。精書法，擅長山水畫。1925年在濟南美術學校圖畫音樂科學習。1928年畢業，考入上海國立音樂學院，為該學院第1屆學生。1929年轉入北平大學藝術學院音樂系，從師劉天華學習二胡。1932年由劉天華推荐到音樂傳習所（今北平大學音樂專科）任教。
1929年參加上海國立音樂學院的「護院會」對抗國民政府。抗日時期編著《抗日歌曲選》。曾參加抗日遊擊隊。1940年代，國民政府計劃將南京國立音樂學院南遷，陳振鐸時任「搬遷組長」，將學院遷往天津，並參與籌建中央音樂學院。
曾任天津河北女師學院音樂系教授、重慶青木關國立音樂學院教授、青木關國立音樂學院教授會常務理事、南京國立音樂學院聘任委員會副主任及教授、安徽師范學院音樂系教授、中央音樂學院民樂系主任、天津音樂學院教授、中央民族大學教授、中央民族大學音樂系民樂教研室主任等職。是中國音協二胡學會名譽會長、中國管弦樂協會名譽顧問。曾先後被聘為中央音樂學院學位評定委員會委員、中央民族大學學術委員會委員、國務院學術評定委員會委員等。
從教的50多年，並創作了大量二胡樂曲。設計前八角後圓琴筒﹝方圓二胡﹞。參與二胡絲弦改為鋼弦的研究。被稱為「繼劉天華之後的『當代民樂大師』、『二胡泰斗』」。
1999年11月8日在北京去世。

## 主要音樂作品
- 《山村初曉》
- 《芭蕉夜雨》
- 《田園春色》
- 《種棉花》
- 《一葉知秋》
- 《鳥雀呼晴》
- 《明月流溪》
- 《弓橋泛月》
- 《雨後春光》
- 《花開滿園》
- 《紅光》
- 《歌頌十三陵水庫》
- 《春耕》

## 主要學生
- 陸修堂
- 張銳
- 朱郁之
- 陳朝儒
- 瞿安華
- 張子銳
- 王國潼
- 呂紹恩
- 劉文金

## 主要改編樂曲
- 《二月里來》
- 《社員都是向陽花》
- 《紅梅贊》
- 《送大哥》
- 《軍民大生產》

## 主要著作
- 《怎樣習奏二胡》
- 《民間鑼鼓》
- 《二胡演奏法》
- 《劉天華作品研究》
- 《劉天華的創作與研究》
- 《劉天華先生紀念冊》